# Михайловский-Данилевский, Александр Иванович
Алекса́ндр Ива́нович Михайло́вский-Даниле́вский (26 августа [6 сентября] 1789 — 9 [21] сентября 1848) — генерал-лейтенант, сенатор, русский военный писатель, историк, автор первой официальной истории Отечественной войны 1812 года, написанной в четырёх томах по заданию Николая I, опубликованной в 1839 году и впоследствии переиздававшейся.
Действительный член Императорской Российской академии (1831), по упразднении последней — ординарный академик Императорской Академии наук по Отделению Русского языка и словесности (1841), лауреат полной Демидовской премии по истории за 1836 год.

## Биография
Сын И. Л. Михайловского-Данилевского, доктора медицины Гёттингенского университета, занимавшего в то время пост в Земском банке. В 1798—1806 годах обучался в известном немецком училище св. Петра (Петришуле) в Санкт-Петербурге, в пансионате у преподавателя Ж. Мореля, поклонника французских философов-просветителей.
12 августа 1801 года, в неполные 12 лет, был зачислен канцеляристом в Заёмный банк. В 1803 году получил чин коллежского регистратора, а два года спустя — коллежского секретаря. В ноябре 1807 года, после смерти своего отца, был уволен от службы по собственному прошению, имея чин титулярного советника. Получив наследство в размере 100 тысяч рублей ассигнациями, смог в 1808—1811 годах продолжить обучение в Гёттингене, где слушал курсы лекций по истории искусств, политике, финансам, римскому и церковному праву. Летом 1809 года специально посетил Италию, чтобы познакомиться там с памятниками античности.
В конце 1811 года вернулся в Россию и поступил на службу помощником учёного секретаря в канцелярию министра финансов.
Во время Отечественной войны 1812 года вступил в петербургское ополчение и был выбран его начальником, князем М. И. Кутузовым, в адъютанты, преимущественно для корреспонденции на французском языке. Непосредственное участие в боевых действиях впервые принял в Бородинском сражении, после которого был награждён орденом Св. Анны 4-й степени. Тяжело раненый пулей в руку в сражении при Тарутине, уехал на время в Санкт-Петербург. В феврале 1813 года вновь прибыл в действующую армию и состоял в Свите Его Императорского Величества по квартирмейстерской части (прообраз Генерального штаба), затем состоял при начальнике Главного штаба, участвовал во многих сражениях 1813 и 1814 годов. В сражении при Лютцене получил сильную контузию и получил из рук Александра I золотую шпагу в награду.
Во время Венского конгресса он находился при императоре Александре I, а в 1816 году назначен флигель-адъютантом к государю, которого сопровождал в его путешествиях по югу России и на конгрессе в Аахене. Одновременно с 1815 по 1820 годы был первым начальником библиотеки Главного штаба, по поручению императора закупил для неё около 3000 книг по военным наукам на всех европейских языках. Одно время был в числе ближайших сотрудников императора, но через несколько лет тот охладел к Михайловскому-Данилевскому, и тот перешёл на должность секретаря при начальнике Главного штаба князе П. М. Волконском. С 1823 по 1826 годы командовал 3-й бригадой в 7-й пехотной дивизии, затем убыл в отпуск «по болезни». Уехав в свою деревню, серьёзно занялся подготовкой к созданию задуманного им труда по всестороннему описанию истории Отечественной войны 1812 года и заграничных походов.
С началом русско-турецкой войны 1828—1829 годов вернулся в армию, командовал бригадой в 4-й пехотной дивизии, в 1829 году исправлял должность дежурного генерала 2-й армии. Участвовал в переговорах о заключении мира в Адрианополе. Во время польской кампании 1831 года состоял при главнокомандующем И. И. Дибиче-Забалканском и был тяжело контужен с переломом костей плеча в сражении при Грохове.
После войны приехал в Петербург и приступил к написанию военно-исторических трудов. В 1835 году назначен сенатором и председателем Военно-цензурного комитета. М. И. Иванин состоял при нём для занятий по разработке истории наполеоновских войн. Михайловский-Данилевский считал стратегом русской победы над Наполеоном императора Александра, а исполнителем его планов — М. И. Кутузова. Возвеличивал последнего за счёт принижения роли Барклая де Толли.
В последние годы своей жизни Михайловский-Данилевский был главным редактором издания «Император Александр I и его сподвижники в 1812, 1813, 1814 и 1815 гг.: Военная галерея Зимнего дворца, издаваемая с высочайшего соизволения», состоящего из шести томов, выходящих в 1845—1849 годах в типографии Карла Крайя (Санкт-Петербург), в которой многие биографии написаны им самим. Проживал в Петербурге в собственном доме рядом с Синодом, лето обычно проводил на даче на Крестовском острове. Скончался в 1848 году во время эпидемии холеры, охватившей Петербург, и был похоронен рядом с женой на Тихвинском кладбище Александро-Невской лавры; их могилы не сохранились.

## Награды
Российской империи:
- Орден Святой Анны 4-й степени (1813)[4]
- Золотая шпага «За храбрость» (1813) [4]
- Орден Святого Владимира 4-й степени с бантом (13 февраля 1813)[5]
- Орден Святого Станислава 2 степени со звездой (17 апреля 1818) [4]
- Орден Святой Анны 1-й степени (1829) [4]
- Золотая шпага «За храбрость» с алмазами (1831) [4]
- Польский знак отличия за военное достоинство 2-й степени (1831) [4]
- Орден Святого Владимира 2-й степени (1836) [4]
- Орден Святого Георгия 4-й степени (1836) [4]
- Знак отличия за XX лет беспорочной службы (1837)[4]
- Орден Белого орла (1838)[4]
- Орден Святого Александра Невского (1843)[6]
- Знак отличия за XXV лет беспорочной службы (1843)[6]

Иностранных государств:
- Орден «Pour le Mérite» (1813, королевство Пруссия)[4]
- Австрийский Императорский орден Леопольда 3-й степени (1813, Австрийская империя)[4]
- Орден Золотого льва 1-й степени (1819, курфюршество Гессен-Кассель)[4]
- Орден Церингенского льва командорский крест (1819, Великое герцогство Баден)[4]
- Орден Военных заслуг Карла Фридриха командорский крест (1819, Великое герцогство Баден)[4]
- Орден Красного орла 1-й степени (1839, королевство Пруссия)[4]

## Семья
Жена (с 1817 года) — Анна Павловна Чемоданова (05.11.1801—18.07.1832), дочь отставного гвардии прапорщика Павла Ивановича Чемоданова. Познакомилась с будущем мужем в 1816 году в Москве. Брак их был заключён при личном участии самого императора Александра I, давшего жениху рекомендации. Будучи богатой наследницей, принесла за собою в приданое до 3500 душ в Нижегородских губерниях. Была «хороша собой и одарена необыкновенно добрым, ангельским характером». Умерла молодой после родов, оставив мужу шестерых малолетних детей. Похоронена на Тихвинском кладбище Александро-Невской лавры. Дети:
- Иван (1818—1888) — штаб-ротмистр.
- Лидия (1821— ?) — фрейлина (1838), в замужестве за Н. Ф. Кандалинцовым.
- Леонид (1823—186?) — надворный советник, женат (с 19 февраля 1850 года)[9] на Варваре Владимировне Прокопович-Антонской (1834— ?).
- Антонина (1829—1896) — фрейлина (1847), в замужестве (с 4 февраля 1849 года)[10] за И. И. Берновым)
- Мария (01.12.1830)[11]
- Анна (11.06.1832—18??)[7] — выпускница Смольного института, в замужестве (с 1853) за А. В. Ширинским-Шихматовым.

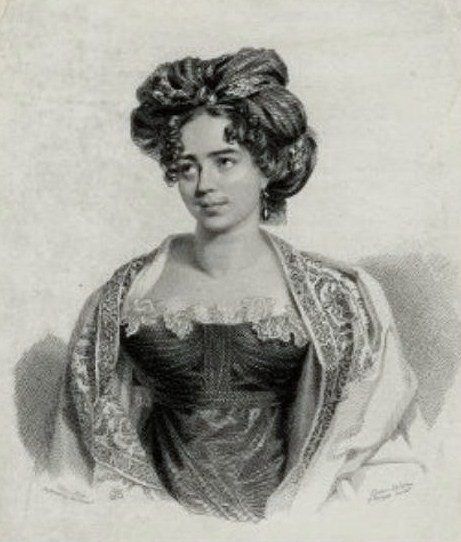
Портрет Анны Павловны работы Томаса Райта, 1820-е гг.
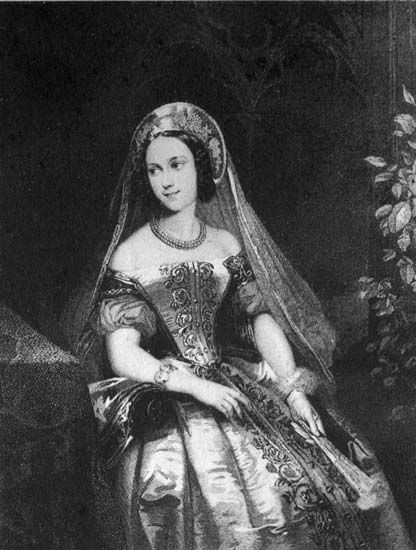
Портрет Лидии Александровны работы Томаса Райта, 1840-е гг.

## Сочинения
- Воспоминания: Из записок 1815 года / [Соч.] А. Михайловского-Данилевского. — Санкт-Петербург: тип. А. Смирдина, 1831. — [4], 128 с. В последующих изданиях вошло в кн.: Записки 1814 и 1815 годов.
- Записки 1814 года / [Соч.] А. Михайловского-Данилевского. — Санкт-Петербург: И. Заикин, 1831.— [4], 155, [6] с.
- Записки о походе 1813 года / [соч.] А. Михайловского-Данилевского. — 2-е изд. — [Санкт-Петербург: В тип. Имп. рос. акад.], 1836. — [4], X, 559 с., 6 л. карт., план.
- Описание Отечественной войны в 1812 году. Ч. 1 / По высочайшему повелению сочинённое Михайловским- Даниловским: напечатано в Военной типографии, 1839. — 468 с.
- Описание Отечественной войны в 1812 году. Ч. 3 / По высочайшему повелению сочиненное генерал-летейнантом Михайловским-Даниловским: печатано в Военной типографии, 1839. — 428 с.
- Описание войны 1813 года, по высочайшему повелению сочиненное генерал-лейтенантом Михайловским-Данилевским: с 27 картами и планами. — Ч. 1. — Санкт-Петербург: Воен. тип., 1840. — VII, 394, V с., [13] л. карт.
- Описание войны 1813 года, по высочайшему повелению сочиненное генерал-лейтенантом Михайловским-Данилевским: с 27 картами и планами. — Ч. 2. — Санкт-Петербург: Воен. тип., 1840. — 328, IV с., [14] л. карт.
- Описание Финляндской войны на сухом пути и на море, в 1808 и 1809 годах: С двадцатью планами и картами / по высочайшему повелению сочиненное генерал-лейтенантом Михайловским-Данилевским. — Санктпетербург: тип. Штаба Отд. корпуса внутр. стражи, 1841. — [4], IV, 524 с., 20 л. карт.
- Описание Турецкой войны в царствование императора Александра, с 1806 до 1812 года: [В 2-х ч.] / по высочайшему повелению сочиненное генерал-лейтенантом и членом Военного совета Михайловским-Данилевским. — СПб.: Тип. Штаба отд. Корпуса внутренней стражи. 1843. — Ч. 1. — 1843. — [4], VIII, 280 с.; 14 л. карт, план.
- Описание Турецкой войны в царствование императора Александра, с 1806 до 1812 года: [В 2-х ч.] / по высочайшему повелению сочиненное генерал-лейтенантом и членом Военного совета Михайловским-Данилевским. — СПб.: Тип. Штаба отд. Корпуса внутренней стражи. 1843. — Ч. 2. — 1843. — [4], 279 c.; 17 л. карт, план.
- Описание первой войны императора Александра с Наполеоном в 1805 году, по высочайшему повелению сочиненное генерал-лейтенантом и членом Военного совета Михайловским-Данилевским. — Санкт—Петербург: Тип. Штаба Отд. корпуса внутр. стражи, 1844. — VIII, 291 с., 9 л. карт.
- Описание второй войны императора Александра с Наполеоном, в 1806 и 1807 годах, по высочайшему повелению сочиненное генерал-лейтенантом и членом Военного совета Михайловским-Данилевским. — Санкт-Петербург: Тип. Штаба Отд. корпуса внутр. стражи, 1846. — VIII, 426 с., 23 л. карт.
- Император Александр I и его сподвижники в 1812, 1813, 1814, 1815 годах: Военная галерея Зимнего Дворца, издаваемая с высочайшего соизволения и посвященная его императорскому высочеству государю императору: жизнеописания / соч. генерал-лейтенанта А. И. Михайловского-Данилевского. — Т. 1 / портр. с подлинников Дова рис. парижскими худож. Гюо и Долле. — Санкт-Петербург: издание И. Песоцкого, 1845 (обл. 1846). — [256] с. , 27 л. ил., портр.
- Император Александр I и его сподвижники в 1812, 1813, 1814, 1815 годах: Военная галерея Зимнего Дворца, издаваемая с высочайшего соизволения и посвященная его Императорскому высочеству государю императору: жизнеописания / соч. генерал-лейтенанта А. И. Михайловского-Данилевского. — Т. 2 / портр. с подлинников Дова рис. худож. г-ми Клюквиным [и др.].— Санкт-Петербург: издание И. Песоцкаго, 1845. — [194] с., 1 л. фронт. (грав. тит. л.), [25] л. портр
- Император Александр I и его сподвижники в 1812, 1813, 1814, 1815 годах: Военная галерея Зимнего Дворца, издаваемая с высочайшего соизволения и посвященная его Императорскому высочеству государю императору : жизнеописания / соч. генерал-лейтенанта А. И. Михайловского-Данилевского. — Т. 3 / портр. с подлинников Дова рис. худож. г-ном Клюквиным, Долле, Е. Робильяром и И. Робильяром.— Санкт-Петербург: издание И. Песоцкого, 1846. — [236] с., 1 л. фронт. (грав. тит. л.), [22] л.
- Император Александр I и его сподвижники в 1812, 1813, 1814, 1815 годах: Военная галерея Зимнего Дворца, издаваемая с высочайшаго соизволения и посвященная его Императорскому высочеству государю императору: жизнеописания / соч. генерал-лейтенанта А. И. Михайловского-Данилевского. — Т. 4 / портр. с подлинников Дова рис. худож. г-ми Клюквиным, Долле, Е. Робильяром и И. Робильяром.— Санкт-Петербург: издание И. Песоцкаго, 1846. — 195 с, 1 л. фронт. (грав. тит. л.), 26 л. портр.
- Император Александр I и его сподвижники в 1812, 1813, 1814, 1815 годах: Военная галерея Зимнего Дворца, издаваемая с высочайшего соизволения и посвященная его Императорскому высочеству государю императору : жизнеописания / соч. генерал-лейтенанта А. И. Михайловского-Данилевского. — Т. 5 / Портр. рисованы с подлинников Дова худож. И. А. Клюквиным. — Санкт-Петербург: издание И. Песоцкого, 1848—1849. — 285 с., 1 л. фронт. (грав. тит. л.), 24 л. портр.
- Император Александр I и его сподвижники в 1812, 1813, 1814, 1815 годах: Военная галерея Зимнего Дворца, издаваемая с высочайшего соизволения и посвященная его Императорскому высочеству государю императору : жизнеописания / соч. генерал-лейтенанта А. И. Михайловского-Данилевского. — Т. 6 / сост. под ред. генерал-лейтенанта А. В. Михайловского-Данилевского и гвардии полковника А. В. Висковатова; портр. рис. с подлинников Дова худож. И. А. Клюквиным. — Санкт-Петербург: издание И. Песоцкого, 1848—1849. — [285] с., 1 л. фронт. (грав. тит. л.), [25] л. портр.
- Император Александр I и его сподвижники в 1812, 1813, 1814, 1815 годах: В 6 т. — СПб.: Тип. Карла Крайя, 1845—1849.
- История войны России с Францией в царствование Императора Павла I в 1799 году. — СПб., 1852. (Часть I. Сочинение генерал-лейтенанта Михайловского—Данилевского)
- Denkwurdigkeiten aus dem Kriege von 1813 / von A. Michailofsky-Danilefsky; nach dem 2 Auflage des russischen Originals ubersetzt von G. Yakowleff. — bei Eduard Pelz, 1837. — 302 s.
- Darstellung des Feldzuges in Frankreich im Jahre 1814. Bd. 1 / von Michailowsky-Danilewsky; ins Deutsche übertragen von Carl von Kotzebue. — Riga: Götschel, 1837. — 189 s.
- Darstellung des Feldzuges in Frankreich im Jahre 1814. Bd. 2 / von Michailowsky-Danilewsky; ins Deutsche übertragen von Carl von Kotzebue. — Riga: Götschel, 1838. — 222 s.
- History of the campaign in France, in the year 1814: illustrated by plans and maps of the operations of the army / translated from the Russian of A. Mikhailofsky-Danilefsky. — Smith, Elder, and Co., 1839. — 414 p.
- Relation de la campagne de 1805 (Austerlitz) / par le lieutenant général Mikhaïlovski-Danilevski; traduite du russe par le lieutenant général Léon Narischkine. — Paris: J. Dumaine, 1846. — 380, [3] p.

См. также:
- Записки А. И. Михайловского-Данилевского. 1818 год // Исторический вестник, 1892. — Т. 48. — № 5. — С. 360—373., № 6. — С. 617—634.
- Записки А. И. Михайловского-Данилевского. 1823 год // Исторический вестник, 1892. — Т. 49. — № 7. — С. 47—74., № 8. — С. 275—305.